# Corennys conspicua
Corennys conspicua là một loài bọ cánh cứng trong họ Cerambycidae.